# Канеко Хісасі
Канеко Хісасі (яп. 金子 久, нар. 12 вересня 1959, Сайтама) — японський футболіст, що грав на позиції захисника.

## Клубна кар'єра
Грав за команду Фурукава Електрік.

## Виступи за збірну
Дебютував 1986 року в офіційних матчах у складі національної збірної Японії. У формі головної команди країни зіграв 7 матчів.

## Статистика
Статистика виступів у національній збірній.
| Збірна Японії | Збірна Японії | Збірна Японії |
| Роки          | Ігри          | голи          |
| ------------- | ------------- | ------------- |
| 1986          | 3             | 0             |
| 1987          | 4             | 1             |
| Усього        | 7             | 1             |